# Трое в каноэ 2: Зов природы
«Трое в каноэ 2: Зов природы» (англ. Without a Paddle: Nature's Calling) — американский приключенческий комедийный фильм 2009 года режиссёра Эллори Элкаема по сценарию Стивена Мазура, являющийся продолжением фильма 2004 года «Трое в каноэ». Если не считать темы трех мужчин, отправляющихся в путешествие по реке в поисках чего-то, с первым фильмом это мало связано. Ни один из оригинальных актеров не вернулся. Он был выпущен на DVD 13 января 2009 года.

## Сюжет
Бен и Зак — друзья со школьных времен. Повзрослев они выбирают в жизни разные пути, один становится юристом, второй работает в доме престарелых, всем помогает и никак не может вытянуть своего друга из его кабинета. Однажды пожилая женщина за которой Зак ухаживал в доме престарелых просит отыскать свою внучку Хизер, которая пропала 7 лет назад. Зак не может отказать ей. Вместе со своим другом Беном и Найджелом (кузеном Хизер) они отправляются на поиски пропавшей внучки. Найти Хизер и вернуться нелегкая задача, ведь река и дикий лес непредсказуемы и таят в себе разные опасности и приключения.

## В ролях
- Джеймс, Оливер —  Бен
- Кристофер Тернер  —  Зак
- Рик Янг — Найджел
- Мэдисон Райли — Хизер